# Comuna Nehroveț, Boureni
Nehroveț (în ucraineană Негровець) este o comună în raionul Boureni, regiunea Transcarpatia, Ucraina, formată din satele Kosiv Verh și Nehroveț (reședința).

## Demografie
Componența lingvistică a comunei Nehroveț
     Ucraineană (99,47%)
     Alte limbi (0,53%)
Conform recensământului din 2001, majoritatea populației comunei Nehroveț era vorbitoare de ucraineană (99,47%), existând în minoritate și vorbitori de alte limbi.